# Eurovisiesongfestival 1977
Het Eurovisiesongfestival 1977 was het tweeëntwintigste Eurovisiesongfestival en vond plaats op 7 mei 1977 in Londen, Engeland.
Het programma werd gepresenteerd door Angela Rippon.
Van de 18 deelnemende landen won Frankrijk met het nummer L'oiseau et l'enfant, uitgevoerd door Marie Myriam.
Dit lied kreeg 136 punten, 13,0% van het totale aantal punten.
Met 121 punten werd Verenigd Koninkrijk tweede, gevolgd door Ierland op de derde plaats met 119 punten.
De 22e editie van het Eurovisiesongfestival staat bekend als een uiterst chaotische: de Noorse en Zweedse delegatie keurden de introductiefilmpjes met de deelnemers af, aangezien hun vertegenwoordigers in een nachtclub werden gefilmd en hier volgens de delegaties een slechte indruk maakten. Door het bezwaar werden er tijdens het songfestival van 1977 geen introductiefilmpjes uitgezonden en werd de tijd tussen de optredens gevuld met beelden van het publiek dat zat te wachten op het volgende optreden. Het songfestival werd uitgesteld van 2 april naar 7 mei in verband met een staking van technisch televisiepersoneel en de vrije taalkeuze werd na 3 jaar weer afgeschaft, waardoor deelnemers weer in hun moedertaal moesten zingen. Echter, België en Duitsland mochten alsnog in het Engels aantreden aangezien zij hun inzendingen al hadden ingediend voor de aanpassing in de reglementen. De puntentelling kon als chaotische climax worden vastgesteld: juryvoorzitters gaven de verkeerde punten door, de operator van het scorebord handelde zeer traag, presentatrice Angela Rippon noemde meerdere malen het verkeerde puntenaantal en scheidsrechter Clifford Brown moest meerdere malen ingrijpen omdat de puntentotalen niet klopten. Uiteindelijk klopte slechts de helft van alle scores.

## Interludium
Het interludium werd gevuld door Mr. Acker Bilk and his Paramount Jazz Men.

### Stemstructuur
Net als vorig jaar werden in de nationale jury punten toegekend aan elk liedje. Het liedje met het meest aantal stemmen, kreeg twaalf punten. De tweede keus kreeg tien punten en de derde plaats tot en met tiende plaats kregen acht tot en met één punten. Stemmen op het eigen land is niet toegestaan.

### Score bijhouden
De score werd bijgehouden op een scorebord dat in de zaal hing.
De landen stonden in het Engels op het bord met daarachter een afbeelding van de vlag.
Achter elk land stond het totaal aantal punten
De gegeven punten werden gelijk bij het totaal van het land opgeteld.
De presentatrice stond op het podium, schuin voor het scorebord.
Nadat een land alle punten had gegeven, knipperde de vlag van de koploper op het scorebord.

### Stemmen
De jury's werden in volgorde van optreden opgebeld.
Het geven van de punten gebeurde op volgorde van deelname, in plaats van in oplopende volgorde.
De vertegenwoordiger van het land noemde het land en het aantal punten in het Engels of Frans.
De presentatrice herhaalde het land en de punten in de taal (Frans of Engels) waarin ze gegeven werden.
Daarbij werd zowel in het Engels als het Frans points gebruikt.

### Beslissing
Ierland en Frankrijk kregen beiden veel punten. Finland gaf, met nog twee jury's te gaan, aan Frankrijk twaalf punten. Daarmee was Frankrijk met 132 punten niet meer in te halen door Ierland. Het verschil van 26 punten was niet meer te overbruggen door Ierland.

### Fouten
Israël werd door de jury terug in de uitzending geroepen omdat het geen vier punten had gegeven. Deze bleken voor Zwitserland te zijn en werden gelijk op het scorebord verwerkt.
Tevens kwam er één punt te weinig op het bord voor Nederland nadat Monaco de punten had gegeven, wat later tijdens de stemming door de jury werd bijgesteld, nadat de Nederlandse jury de organisatie tijdens het uitreiken van zijn eigen punten op de fout had gewezen.
Verder gaf de "spokeperson" van Griekenland haar punten verkeerd door, door twee maal 4 punten uit te reiken en een punt te veel te geven aan Oostenrijk, Finland en Nederland.

## Resultaat

### Tabel
| Plaats | Land                | Artiest                            | Titel                         | Punten |
| ------ | ------------------- | ---------------------------------- | ----------------------------- | ------ |
| 1      | Frankrijk           | Marie Myriam                       | L'oiseau et l'enfant          | 136    |
| 2      | Verenigd Koninkrijk | Lynsey de Paul & Mike Moran        | Rock bottom                   | 121    |
| 3      | Ierland             | The Swarbriggs Plus Two            | It's nice to be in love again | 119    |
| 4      | Monaco              | Michèle Torr                       | Une petite Française          | 96     |
| 5      | Griekenland         | Pascalis, Marianna, Robert & Bessy | Mathema solfege               | 92     |
| 6      | Zwitserland         | Pepe Lienhard Band                 | Swiss lady                    | 71     |
| 7      | België              | Dream Express                      | A million in one, two, three  | 70     |
| 8      | Duitsland           | Silver Convention                  | Telegram                      | 55     |
| 9      | Spanje              | Micky                              | Enséñame a cantar             | 52     |
| 10     | Finland             | Monica Aspelund                    | Lapponia                      | 50     |
| 11     | Israël              | Ilanit                             | Ahava hi shir le shnaim       | 49     |
| 12     | Nederland           | Heddy Lester                       | De mallemolen                 | 35     |
| 13     | Italië              | Mia Martini                        | Libera                        | 32     |
| 14     | Portugal            | Os Amigos                          | Portugal no coração           | 18     |
| 14     | Noorwegen           | Anita Skorgan                      | Casanova                      | 18     |
| 16     | Luxemburg           | Anne-Marie Besse                   | Frère Jacques                 | 17     |
| 17     | Oostenrijk          | Schmetterlinge                     | Boom boom boomerang           | 11     |
| 18     | Zweden              | Forbes                             | Beatles                       | 2      |

### Scoreblad
|                                               | Resultaten |    |    |    |    |    |    |    |    |    |    |    |    |    |    |    |    |    |
| IE                                            | MC         | NL | AT | NO | DE | LU | PT | UK | GR | IL | CH | SE | ES | IT | FI | BE | FR |    |
| Ierland                                       |            | 8  | 1  | 5  | 12 | 5  | 8  | 1  | 12 | 10 | 12 | 8  | 12 | 4  | 8  |    | 3  | 10 |
| Monaco                                        | 5          |    |    | 8  | 1  | 6  | 1  | 6  | 7  | 12 | 2  | 6  | 10 | 8  | 12 | 5  | 2  | 5  |
| Nederland                                     | 3          | 3  |    |    |    |    |    |    | 1  | 1  | 1  | 7  |    | 1  |    |    | 10 | 8  |
| Oostenrijk                                    |            | 5  |    |    | 2  |    |    |    |    | 3  |    |    |    |    |    | 1  |    |    |
| Noorwegen                                     |            |    |    |    |    |    | 3  | 2  | 2  |    |    |    | 1  |    | 5  |    | 5  |    |
| Duitsland                                     | 1          | 1  | 3  | 2  |    |    | 2  | 8  | 8  | 8  | 5  |    | 5  | 5  | 6  |    |    | 1  |
| Luxemburg                                     | 2          |    |    |    |    |    |    |    |    |    |    |    |    | 7  |    | 8  |    |    |
| Portugal                                      |            | 2  | 2  |    |    | 1  |    |    |    |    |    | 4  |    |    | 3  |    |    | 6  |
| Verenigd Koninkrijk                           |            | 12 | 7  | 12 | 7  | 10 | 12 | 12 |    |    | 8  |    | 8  | 3  | 2  | 4  | 12 | 12 |
| Griekenland                                   |            | 10 | 10 | 4  | 4  | 4  | 6  | 10 | 5  |    | 3  | 1  | 7  | 12 | 1  | 6  | 6  | 3  |
| Israël                                        | 7          | 7  | 5  | 3  | 5  |    |    |    |    |    |    | 10 | 3  | 6  |    |    | 1  | 2  |
| Zwitserland                                   | 6          |    |    | 10 | 10 |    | 5  | 4  | 4  | 6  | 4  |    |    |    | 4  | 10 | 8  |    |
| Zweden                                        |            |    |    |    |    | 2  |    |    |    |    |    |    |    |    |    |    |    |    |
| Spanje                                        |            |    | 6  | 1  |    | 7  | 7  |    | 3  | 4  |    | 3  |    |    | 7  | 7  | 7  |    |
| Italië                                        | 8          | 6  |    |    |    | 3  |    | 3  |    |    |    | 2  |    | 2  |    | 2  |    | 7  |
| Finland                                       | 12         |    | 4  | 6  | 8  |    |    |    |    | 2  | 7  | 5  | 2  |    |    |    |    | 4  |
| België                                        | 4          |    | 12 |    | 6  | 8  | 4  | 7  | 10 | 5  | 6  |    | 4  |    |    | 3  |    |    |
| Frankrijk                                     | 10         | 4  | 8  | 7  | 3  | 12 | 10 | 5  | 6  | 7  | 10 | 12 | 6  | 10 | 10 | 12 | 4  |    |
| DE TABEL IS GEORDEND OP VOLGORDE VAN OPTREDEN |            |    |    |    |    |    |    |    |    |    |    |    |    |    |    |    |    |    |

## Deelnemers

### Terugkerende artiesten
| Land       | Artiest                                            | Plaats | Eerdere deelname                         | Plaats toen |
| ---------- | -------------------------------------------------- | ------ | ---------------------------------------- | ----------- |
| België     | Bianca Maessen (deel van Dream Express)            | 7      | Nederland 1970 (deel van Hearts of Soul) | 7           |
| België     | Patricia Maessen (deel van Dream Express)          | 7      | Nederland 1970 (deel van Hearts of Soul) | 7           |
| België     | Stella Maessen (deel van Dream Express)            | 7      | Nederland 1970 (deel van Hearts of Soul) | 7           |
| Ierland    | Jimmy Swarbrigg (deel van The Swarbriggs Plus Two) | 3      | Ierland 1975 (deel van The Swarbriggs)   | 9           |
| Ierland    | Tommy Swarbrigg (deel van The Swarbriggs Plus Two) | 3      | Ierland 1975 (deel van The Swarbriggs)   | 9           |
| Israël     | Ilanit                                             | 11     | Israël 1973                              | 4           |
| Monaco     | Michèle Torr                                       | 4      | Luxemburg 1966                           | 10          |
| Oostenrijk | Beatrix Neundlinger (deel van Schmetterlinge)      | 17     | Oostenrijk 1972 (deel van Milestones)    | 5           |
| Portugal   | Paulo de Carvalho (deel van Os Amigos)             | 14     | Portugal 1974                            | 14          |
| Portugal   | Fernando Tordo (deel van Os Amigos)                | 14     | Portugal 1973                            | 10          |

### Terugkerende landen
- Zweden

### Terugtrekkende landen
- Joegoslavië besloot zich terug te trekken en zou pas in 1980 opnieuw meedoen. (Zie ook Joegoslavië op het Eurovisiesongfestival.)
- Tunesië zou als eerste Afrikaanse land deelnemen maar trok zich uiteindelijk terug omdat ze de inzending van Israël weigerden uit te zenden, dezelfde reden als waarvoor Libanon zich terugtrok in 2005. De loting voor de volgorde had al plaatsgevonden, als Tunesië toch had meegedaan, waren ze als vierde op het toneel verschenen.[1] (Zie ook Mislukte pogingen om deel te nemen aan het Eurovisiesongfestival.)

### Kaart

Deelnemende landen
Landen die al meegedaan hebben maar niet meedoen